# Projekt 1171 Tapir
Projekt 1171 Tapir (ryska: Тапир, NATO-rapporteringsnamn: Alligator-klass) är en klass av landstigningsfartyg byggda för Sovjetunionens flotta under 1960- och 1970-talen.

## Historia
Projekt 1171 började konstrueras 1959 tillsammans med ett liknande fartyg för civil sjötrafik (Projekt 1173). För effektivitetens skull samordnades bägge fartygstyperna under Projekt 1171 vilket ledde till en kompromiss som egentligen var för långsam för flottans behov och för olönsam för civil trafik. Detta ledde till att handelsministeriet drog sig ur projektet helt, men flottan beställde 15 fartyg 14 februari 1962.
Totalt byggdes 14 fartyg i fyra något olika utföranden (det femtonde fartyget Nikolaj Golubkov påbörjades, men slutfördes aldrig). Samtliga fartyg lades i malpåse efter Sovjetunionens fall 1991. Några återaktiverades senare under 1990-talet medan andra gick till skrotning.
Idag är Orsk och Saratov (f.d. Voronezjskij komsomolets) i tjänst i Svartahavsflottan. Orsk rustades upp 2007 och fick bland annat modernare elektronik. Båda deltog i operationer under kriget i Georgien, bland annat en landstigning i Gonio nära Batumi.
Donetskij sjachter är i tjänst i Östersjöflottan, men är ombyggd till transportfartyg och har inte längre någon landstigningsförmåga.
De flesta andra är skrotade utom Krymnskij komsomolets som sjönk 2002 medan hon låg avrustad och Krasnaja Presnja som sjönk 1995 under bogsering till Alang i Indien för skrotning. Ilja Azarov fördes över till Ukrainas flotta 1992 där hon fick namnet Rivine. Hon är idag avrustad och väntar på skrotning.

## Versioner
- Projekt 1171.1

De fyra första fartygen (Komsomolets-serien) är byggda efter de ursprungliga ritningarna. De har en dubbel 57 mm luftvärnskanon på en plattform precis framför bryggan och två stycken KE26-kranar med kapacitet på 5 ton på fördäck.
- Projekt 1171.2

Följande två fartyg, Sergej Lazo och Orsk, är identiska med tidigare med undantag av att de bara har en kraftigare KE29-kran med kapacitet på 7,5 ton.
- Projekt 1171.3

Efterföljande sex fartyg har större ändringar. Den viktigaste är större utrymmen för soldater ombord vilket ökade kapaciteten från 320 till 440 man (från två till tre kompanier). De saknar luftvärn och har i stället Grad-M raketartilleri framför bryggan för att kunna ge kraftigare eldunderstöd under landstigningen.
- Projekt 1171.4

De två sista fartygen Nikolaj Vilkov och Nikolaj Filtjenkov återfick sin luftvärnsförmåga, både i form av den ursprungliga ZIF-31B och av två stycken dubbla 25 mm luftvärnspjäser akter om skorstenen.

## Skepp i bruk
| Skepp              | Bognummer | Driftsatt | Flotta            | Notering                                   |
| ------------------ | --------- | --------- | ----------------- | ------------------------------------------ |
| Saratov            | 150       | 1966      | Svartahavsflottan |                                            |
| Orsk               | 148       | 1968      | Svartahavsflottan | Rapporterat förstört av Ukrainska flottan. |
| Nikolaj Vilkov     | 081       | 1974      | Stillahavsflottan |                                            |
| Nikolaj Filtjenkov | 152       | 1975      | Svartahavsflottan | Repareras (2022)                           |

### Övriga källor
- ”Большие десантные корабли, проект 1171 "Тапир"” (på ryska). http://www.warships.ru/Russia/Fighting_Ships/Amphibious_Ships/1171.htm. Läst 19 augusti 2011.
- ”Проект 1171 «Тапир» • Alligator class” (på ryska). Atrina. Arkiverad från originalet den 25 december 2012. https://archive.today/20121225030257/http://www.atrinaflot.narod.ru/2_mainclassships/08_bdk_1171/0_1171.htm. Läst 19 augusti 2011.
- ”Project 1171 Tapir” (på engelska). Arkiverad från originalet den 18 februari 2013. https://archive.is/20130218054009/http://russian-ships.info/eng/warships/project_1171.htm. Läst 19 augusti 2011.
- Jason W. Henson. ”LST Project 1171 Tapir ("Alligator") class” (på engelska). Harpoon HeadQuarters. Arkiverad från originalet den 26 april 2013. https://archive.is/20130426110442/http://www.harpoondatabases.com/Encyclopedia/Entry2686.aspx. Läst 19 augusti 2011.